# Alastos pascoei
Alastos pascoei är en skalbaggsart som beskrevs av Martins och Maria Helena M. Galileo 2000. Alastos pascoei ingår i släktet Alastos och familjen långhorningar. Inga underarter finns listade i Catalogue of Life.